# Bernardino Drovetti
Bernardino Michele Maria Drovetti (Barbania 4 janvier 1776 - Turin 9 mars 1852) est un diplomate, aventurier et antiquaire italien naturalisé français, consul de France en Égypte. 
Il est connu pour avoir trouvé le Canon royal de Turin et pour son comportement douteux dans la collection d'antiquités égyptiennes.

## Biographie
Né à Barbania, commune située près de Turin dans le royaume de Piémont-Sardaigne, Bernardino Drovetti obtient la nationalité française et s'engage dans l'armée de Bonaparte. Lors de la campagne d'Égypte (1798-1799), il se distingue en sauvant la vie de Joachim Murat. 
Il prend part à la campagne d'Italie, à Marengo et est promu chef d'escadron.
Quand le gouvernement français envisage l'installation d'un consul permanent en Égypte, Talleyrand pense à lui. Il devint consul général de France en Égypte sous l'Empire (jusqu'en 1814) et sous la Restauration des Bourbons, entre 1820 et 1829. Il gagne la confiance du wali Méhémet Ali et participe à certaines de ses réformes administratives. En 1820, il est fait Chevalier de l'Ordre de la Légion d'honneur,.
Le 18 août 1828, il accueille Jean-François Champollion à Alexandrie, avant de regagner l'Italie, malade, où il s'éteindra en 1852 dans un asile d'aliénés,.

## Exploration et collection d'antiquités
Le début de l'exploration moderne de la vallée du Nil remonte à l'expédition scientifique que Napoléon Bonaparte souhaitait associer à la campagne d'Égypte qu'il mena entre 1798 et 1801. Aux côtés de cette armée de soldats armés pour le combat, 167 scientifiques (architectes, ingénieurs, designers, botanistes, zoologistes, minéralogistes, cartographes, dont Bernardino Drovetti, débarquent à Alexandrie, en Égypte, avec pour mission de documenter les monuments anciens et contemporains de l'Égypte, d'étudier sa géographie, sa flore, sa faune, sa minéralogie, ainsi que de décrire la vie de ses habitants. Le résultat de cette expédition scientifique est la Description de l'Égypte, un ouvrage monumental composé de neuf volumes de textes, de douze volumes de tableaux grand format et d'un atlas géographique,.
Ainsi, dès les premiers mois après son retour sur le sol égyptien en 1802, Drovetti se consacre à la recherche d'antiquités, ouvrant des tranchées parmi les ruines de temples ou dans des tombes, notamment dans la région thébaine à l'est et à l'ouest du Nil. La direction des fouilles est confiée à ses agents Jean-Jacques Rifaud (1786-1852) et Antonio Lebolo (1781-1830). En peu de temps, ils constituent une collection importante et riche qu'il offre aux cours européennes pour leurs musées,.
À son arrivée en 1815, Henry Salt, consul du Royaume-Uni, devient l'adversaire de Drovetti dans la course aux antiquités égyptiennes, « où tout est à trouver et où tous les moyens sont bons  ». Drovetti recrute le dessinateur Frédéric Cailliaud et le sculpteur Jean-Jacques Rifaud, tandis que Salt engage Giovanni Battista Belzoni,.
Bernardino Drovetti vend une partie sa première collection en 1824 au prince de Piémont, Victor-Emmanuel Ier (après que le roi Louis XVIII l'eut refusée en 1818), pour le musée de Turin (dont le Canon royal de Turin). Il vend au roi Charles X, pour le Louvre et au roi de Prusse pour le musée égyptien de Berlin sa seconde collection,.

## Postérité
S'il a contribué à la création de trois des plus grandes collections égyptologiques d'Europe et a  accru l'intérêt européen pour l'Égypte ancienne, Bernardino Drovetti est également connu pour son impitoyabilité envers les autres collectionneurs et fouilleurs. Il était hostile à Henry Salt, Giovanni Battista Belzoni et Jean-François Champollion. Par exemple, lors de ses fouilles à Louxor vers 1818  Belzoni aurait été harcelé par deux agents de Drovetti, Antonio Lebolo (en) et un certain Rosignani.  Drovetti a également tenté à plusieurs reprises d'entraver l'expédition de Champollion en Égypte (1827-1828), pour l'empêcher de s'immiscer dans ses affaires. Drovetti et ses agents sont également jugés négligents et sans scrupules dans leur conduite envers leurs découvertes, et l'on pense que l'état fragmentaire du Canon royal de Turin est au moins en partie dû à ce comportement.